# Челноков, Михаил Васильевич
Михаи́л Васи́льевич Челноко́в (5 января 1863, Москва — 13 августа 1935, Панчево под Белградом) — потомственный почётный гражданин, владел кирпичными заводами под Москвой. Принадлежал к купеческому роду Челноковых.

## Биография и политическая деятельность

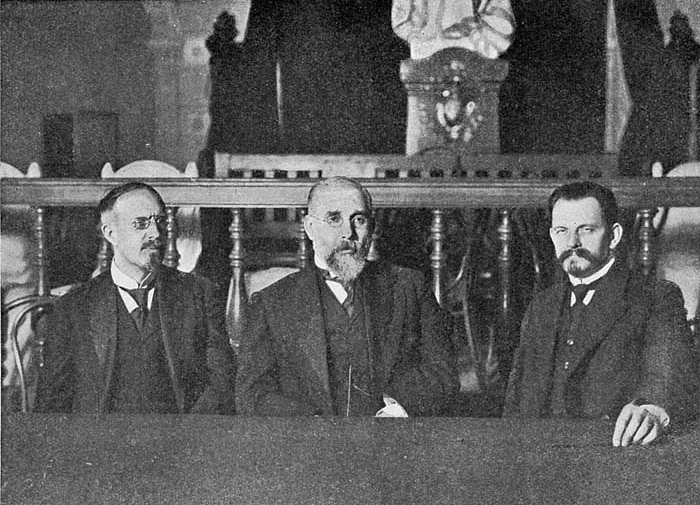
П.П. Рябушинский, М.В. Челноков, Н.И. Астров

Из купцов. Получил домашнее образование.
Окончил четыре класса гимназического отделения Лазаревского института восточных языков. Постоянно занимался самообразованием. В 1879 году в связи со смертью отца ему пришлось заняться торгово-промышленной деятельностью (производством кирпича и его сбытом).
С 1890-х гг. — известный земский деятель Московской губернии, гласный Московской городской думы. Состоял в земском кружке «Беседа». Член Союза земцев-конституционалистов и Союза освобождения. Участник первого легального Земского съезда (1904 год). Один из лидеров кадетской партии, в 1907—1914 член её ЦК. Депутат II Думы от Московской губернии; избран секретарём и в этой должности возглавлял деятельность аппарата палаты. Затем избирался членом III (также от Московской губернии) и IV Думы (от Москвы). С сентября 1914 года — избран главноуполномоченным Всероссийского союза городов. По мнению М. В. Челнокова, высказанному в марте 1916 года, Земгор проделывал значительную работу, он считал, что:
«Эту громадную работу, Союз должен был принять на себя потому, что с первых же моментов войны правительство оказалось совершенно несостоятельным. Ничего не подготовив само, оно тем не менее на каждом шагу проявляло вредную деятельность, мешая работе общественных организаций».
В сентябре 1914 года — марте 1917 — московский городской голова. В 1914 Челноков организовал решительное противодействие «антинемецким» погромам. Обеспечил приём и обустройство в Москве более 170 тысяч эвакуированных и многих учреждений. С его помощью в городе были открыты 1075 госпиталей, через них прошли более миллиона раненых и больных. В сентябре 1916 года на Донской улице был заложен Дом инвалидов. В 1915 году был выделен участок земли у села Всехсвятского под кладбище для умерших в лазаретах воинов.
Участник заседаний Прогрессивного блока. Входил в одну из групп либеральной оппозиции, готовившую дворцовый переворот. 9-10 декабря 1916 года участвовал в собрании представителей Союза городов на квартире Коновалова в Москве, где принята резолюция о необходимости замены совета министров.
Со 2 по 6 марта 1917 года — комиссар Временного комитета Государственной думы по управлению Москвой. Успел провести амнистию политических заключённых, легализовать деятельность политических партий и ликвидировать цензуру.
27 мая 1917 года назначен уполномоченным комиссара Временного правительства над бывшим Министерством двора и уделов по делам Русского музея.
Член Межпарламентского союза (1910-е)
Московский городской голова Челноков получил высший государственный орден Георгия-Михаила Великобритании.
Также король Великобритании пожаловал ему орден Подвязки за услуги англо- русскому союзу. Бежав из России после разразившейся революции был вынужден оставить орден в Москве.
Брюс Локхарт был с ним в дружеских отношениях. Встречался с Челноковым, когда он находился в русском госпитале в Белграде. По словам Локкарта Челноков просил его помощи в восстановлении ордена, на запрос которого Министерство иностранных дел Великобритании предложило восстановить орден за собственный счет.
После Октябрьской революции член подпольного антибольшевистского «Правого центра», затем в 1919 году эмигрировал.
Основал в Белграде «Общество славянской взаимности», возглавил в нём русский отдел. Был членом Державной Комиссии помощи русским беженцам с первых дней ее основания.13 августа 1935 года скончался от туберкулеза костей в Панчевском госпитале под Белградом, который он не покидал последние 10 лет жизни. Похоронен на городском кладбище.

## Предпринимательская деятельность
Из справочной книжки Московской губернии за 1890 год: При деревне Шараповой кирпичный завод наследников Потомственного Почетного гражданина Василия Федоровича Челнокова, рабочих от 80 до 300, управляющий Александр Иванович Ленин, крестьянин Каргопольского уезда. Мытищинский завод, основанный В. Ф. Челноковым, до сих пор существует.

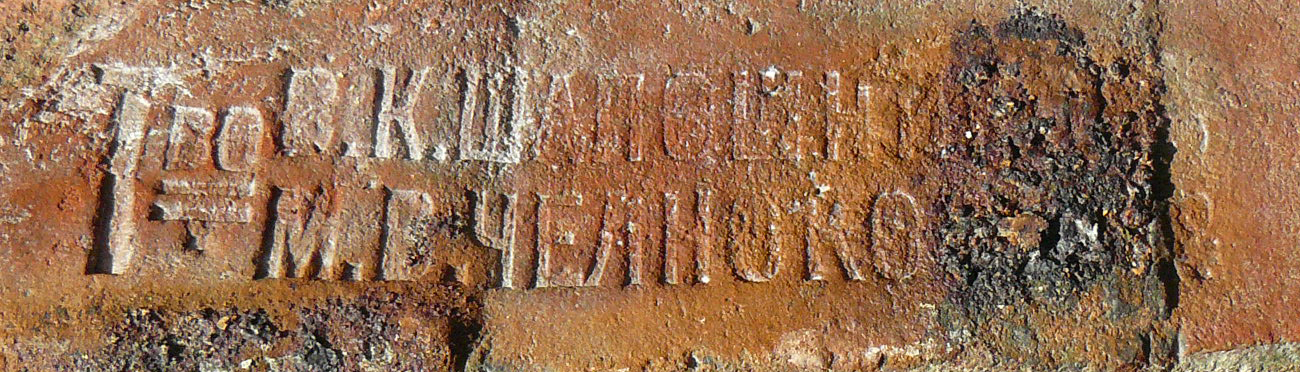
Клеймо на кирпиче — «Т^{во} В. К. Шапошникова и М. В. Челнокова».

В 1895 году совместно с Михаилом Владимировичем Шапошниковым, сыном городского головы Москвы Василия Карповича Шапошникова (1863—192?) основал «Товарищество В. К. Шапошникова и М. В. Челнокова для производства и продажи строительных материалов». При этом деревообделочное производство этого предприятия перенесли в 1902 г. на территорию арендованного, а затем и выкупленного завода Лямина. На заводе работало до 60 человек рабочих. Заводские станки приводились от газового двигателя мощностью 100 л. с. 18 марта 1904 года «Торговый Дом „В. К. Шапошников, М. В. Челноков и Ко“» получил официальное разрешение от генерал-губернатор Москвы великого князя Сергея Александровича содержать в доме Лямина «фабрику для механической обработки дерева».
Товарищество занималось производством и продажей строительных материалов, владело заводами: цементным в Подольске, известковым на станции Тучково и кирпичным в Мытищах..
В 1911 году был построен кирпичный завод в селе Кунцево на берегу реки Сетунь напротив ткацкой фабрики Сакс. После того, как залежи глины были выработаны, акционеры Шапошников и Челноков перенесли печи по обжигу кирпича в Очаково, а землю с постройками и узкоколейкой продали Русско-Бельгийскому обществу. Это общество основало на данной территории Пистонный завод. Сейчас здесь находится оборонное предприятие «Московский радиотехнический завод».

## Семья
- Дед — Фёдор Никифорович. По семейному преданию[22], Ф. Челноков начинал с того, что поставлял кирпич на одну из царских строек в Москве в конце 1850-х.
- Отец — Василий Фёдорович (? — не позже 1880), 2-й гильдии купец, потомственный почётный гражданин. С 1863 года староста Храма Воскресения Христова, что в Таганке. Руководил сбором средств на реконструкцию храма, сам внёс для этой цели более 9 тысяч рублей[23]. Основал Мытищинский кирпичный завод.
  - Брат — Сергей Васильевич (1860[24]—1924), жил в Москве, известный фотограф—любитель, потомственный почётный гражданин,  купец 1-й гильдии, Директор правления товарищества на паях «В.К. Шапошников, М.В. Челноков и Ко», директор правления московского страхового общества «Якорь», член Московской городской Управы, гласный московской Думы, член партии кадетов, член Попечительского совета Третьяковской галереи. В настоящее время в Москве создан "Фонд сохранения фотонаследия имени Челнокова С.В."[25].

## Адреса
- Москва, Хохловский переулок, дом 2/6 (Подкопаевский пер., д. 6/2, стр. 1) Главный дом усадьбы М. В. Челнокова. Принадлежал семье Челноковых после того, как в 1856 году был дедом Михаила Васильевича Фёдором Никифоровичем Челноковым (выявленный Объект культурного наследия)[26][27][28]
- Село Чоботы (ныне территория Ново-Переделкино). Дача М. В. Челнокова находилась рядом с дачами книгопечатника А. Левенсона и управляющего фабрики Эйнема Юлиуса Гейса.[12][29].
- Село Черкизово. В 1920-е годы владельцы дач были вынуждены покинуть свои владения. Их дома приспосабливались под общежития, раздавались большевикам и революционерам. Дача М. В. Челнокова стала служить многоквартирным жилым домом, здесь снимал комнату Дмитрий Кедрин. Дом сгорел в 2009 году.

### Рекомендованные источники
- Государственная дума Российской империи: 1906—1917. Б. Ю. Иванов, А. А. Комзолова, И. С. Ряховская. Москва. РОССПЭН. 2008. C. 672.
- Четвёртая Государственная Дума: Портреты и биографии. СПб., 1913;
- 4-й созыв Государственной думы: Художественный фототипический альбом с портретами и биографиями. СПб., 1913;
- Струве П. Б. М. В. Челноков и Д. Н. Шипов // Новый журнал. 1949. Книга 22;
- Николаев А. Б. Комиссары Временного комитета Государственной думы (февраль — март 1917 года): Персональный состав // Из глубины времен. СПб., 1995. № 5; Полит. партии России [Политические партии России. Конец XIX первая треть XX века: Энциклопедия. М, 1996].
- Государственный архив Российской Федерации. Фонд 810 (М. В. Челноков); Отдел рукописей РНБ. Фонд 152. Опись 4. Дело 168;
- Российский государственный исторический архив. Фонд 1278. Опись 1 (2-й созыв). Дело 478; Дело 612. Лист 8; Опись 9. Дело 859, 860; Дело 1348. Лист 38; Опись 10. Дело 3, 7.
- «У нас беда — страшная привычка к словам…» Письма депутата Государственной Думы М. В. Челнокова к графине Е. А. Уваровой. 1903—1912 гг. // «Исторический архив», № 1-3, 2004.